# 薩林鎮區 (密蘇里州庫珀縣)
薩林鎮區（英語：Saline Township）是位於美國密蘇里州庫珀縣的一個行政鎮區。

## 地方資料
薩林鎮區的面積為124.16平方千米，當中陸地面積為120.98平方千米，而水域面積為3.18平方千米。根據2020年美國人口普查的數據，當地共有人口801人，而人口密度為每平方千米6.45人。